# ましこ・ひでのり
ましこ・ひでのり（益子 英雅、1960年10月 - 2021年9月）は、日本の社会学者。茨城県出身。中京大学国際教養学部教授。また、日本解放社会学会理事、法政大学沖縄文化研究所国内研究員、沖縄大学民俗研究所特別研究員も務めた。

## 人物・経歴
茨城県笠間市出身。1979年水戸第一高等学校卒業。1987年3月一橋大学法学部卒業。一橋大学で田中克彦に出会う。エスペラント普及運動に関わる。1989年3月東京大学大学院教育学研究科修士課程修了（教育社会学）、1992年東京大学大学院教育学研究科博士課程修了（教育社会学）。1997年3月博士（教育学）。博士論文は「国語/日本史の論理構造と、その潜在的諸機能 -イデオロギ-装置としての国語科/社会科と、その知識社会学的背景」。
埼玉大学非常勤講師、放送大学非常勤講師を経て、2000年4月から中京大学教養部教授（名古屋校舎）、2008年から中京大学国際教養学部国際教養学科教授（名古屋校舎）。
社会言語学・知識社会学の立場から、国語（特に国語国字問題）・日本史（特に沖縄の歴史）のあり方について批判を行っている。

## 著書
単著
単著は全て三元社。
- 『イデオロギーとしての「日本」』(1997年)
- 『たたかいの社会学』(2000年)
- 『日本人という自画像』(2002年)
- 『ことばの政治社会学』(2002年)
- 『増補新版 イデオロギーとしての「日本」』(2003年)
- 『あたらしい自画像』(2005年)
- 『ことば/権力/差別』(編著 2006年)
- 『増補新版 たたかいの社会学』(2007年)
- 『幻想としての人種／民族／国民』(2008年)
- 『知の政治経済学』(2010年)
- 『社会学のまなざし』(2012年)
- 『ことば/権力/差別』新装版 (編著 2012年)
- 『愛と執着の社会学』(2013年)
- 『加速化依存症』(2014年)
- 『ことばの政治社会学』新装版 (2014年)

共著
- 『朝倉漢字講座5 漢字の未来』(朝倉書店、2004年)
- 『事典 日本の多言語社会』（真田信治・庄司博史編。項目分担。岩波書店、2005年）
- 『地域をつくる(中京大学文化科学叢書 ; 第9輯)』（勁草書房、共著、2008年）
- 『言語政策を問う!』(田尻英三・大津由紀雄編。ひつじ書房、2010年)
- 『公開講座 多文化共生論』(米勢・ハヤシザキ・松岡編。ひつじ書房、2011年)